# Romeo och Julia (film, 1908)
För andra betydelser, se Romeo och Julia (olika betydelser).
Romeo och Julia är en amerikansk stumfilm från 1908, efter ett skådespel av William Shakespeare, regisserad av J. Stuart Blackton. Se: Romeo och Julia

## Rollista (i urval)
- Paul Panzer - Romeo
- Florence Lawrence - Julia
- John G. Adolfi - Tybalt
- Josephine Atkinson - Bit
- Louise Carver - Nurse
- Charles Kent - Duncan
- William V. Ranous - Friar Lawrence